# Ваберн (Гессен)
Ваберн (нем. Wabern) — община в Германии, в земле Гессен. Подчиняется административному округу Кассель. Входит в состав района Швальм-Эдер. Население составляет 7347 человек (на 31 декабря 2010 года). Занимает площадь 51,4 км².